# Димитро Папазоглу
Димитро Дончов Папазоглу е по-големият син на Дончо Папазоглу от Казанлък, създателят на първата фабрика за розово масло. Димитро Папазоглу завършва пловдивската гимназия. През 50-те години на 19 век Димитро заедно с брат си Ботьо поемат фирмата на баща си я развиват. „Дончо Папазоглу и синове“ става една от най-големите търговски къщи по българските земи. Има кантори за продажба на розово масло в Цариград, Александрия, Париж, Марсилия, Лайпциг, Лондон, Триест, Виена и Ню Йорк. Партньори и кредитори на братя Папазоглу са Христо Тъпчилещов, Иван Евстратиев Гешов, Евлоги и Христо Георгиеви, Коста Паница, Марко Балабанов и др.
Димитро е сред най-влиятелните чорбаджии в Казанлък, активен деятел на борбата за независима Българска църква. През 70-те години на 19 век неколкократно приема в дома си В. Левски и дарява пари за революционния комитет. По време на Руско-турската война в дома му в Казанлък се установява ген. Гурко. Участник в т.нар. „Цариградски кръг“, Д.Папазоглу е сред имащите право на глас при избора на екзарх Антим I. След Освобождението е кмет на Казанлък (1879 – 1880) и депутат в Областното събрание на Източна Румелия (1880 – 1883). При обявяване на Съединението е член на дипломатическата делегация, която търси подкрепа за Съединението пред европейските монарси.
Димитро Папазоглу завещава пари, с които е построена градската болница в Казанлък.